# 2005. évi téli európai ifjúsági olimpiai fesztivál
A 2005. évi téli európai ifjúsági olimpiai fesztivált hivatalos nevén a VII. téli európai ifjúsági olimpiai fesztivál egy több sportot magába foglaló nemzetközi sportesemény, melyet 2005. január 24. és 28-e között rendeztek Montheyban, Svájcban.

## Részt vevő nemzetek
Az alábbi 41 nemzet képviseltette magát a sporteseményen:
- Albánia
- Andorra
- Ausztria
- Ciprus
- Csehország
- Dánia
- Észtország
- Fehéroroszország
- Finnország
- Franciaország
- Görögország
- Grúzia
- Hollandia
- Horvátország
- Izland
- Izrael
- Írország
- Lengyelország
- Lettország
- Liechtenstein
- Litvánia
- Luxemburg
- Észak-Macedónia
- Magyarország
- Monaco
- Egyesült Királyság
- Németország
- Norvégia
- Olaszország
- Oroszország
- Románia
- San Marino
- Spanyolország
- Svájc
- Svédország
- Szerbia és Montenegró
- Szlovákia
- Szlovénia
- Törökország
- Ukrajna

## Versenyszámok
| Versenyszámok a 2005. évi európai téli ifjúsági olimpiai fesztiválon |       |     |        |          |
| Sportág, szakág                                                      | férfi | női | vegyes | összesen |
| Alpesisí                                                             | 3     | 3   |        | 6        |
| Biatlon                                                              | 2     | 2   | 1      | 5        |
| Curling                                                              | 1     | 1   |        | 2        |
| Hódeszka                                                             | 2     | 2   |        | 4        |
| Jégkorong                                                            | 1     |     |        | 1        |
| Műkorcsolya                                                          | 1     | 1   |        | 2        |
| Rövidpályás gyorskorcsolya                                           | 4     | 4   |        | 8        |
| Sífutás                                                              | 3     | 3   | 1      | 7        |
|                                                                      |       |     |        |          |
| Összesen                                                             | 17    | 16  | 2      | 35       |

## A magyar érmesek
| Érem  | Versenyző                                       | Versenyszám                               |
| ----- | ----------------------------------------------- | ----------------------------------------- |
| Arany | Darázs Rózsa                                    | Rövidpályás gyorskorcsolya - 1500 m       |
| Arany | Darázs Rózsa                                    | Rövidpályás gyorskorcsolya - 1000 m       |
| Arany | Galambos Gábor                                  | Rövidpályás gyorskorcsolya - 1500 m       |
| Arany | Darázs Rózsa Debreczeni Zsófia Heidum Bernadett | Rövidpályás gyorskorcsolya - 2000 m váltó |
| Ezüst | Heidum Bernadett                                | Rövidpályás gyorskorcsolya - 500 m        |
| Ezüst | Heidum Bernadett                                | Rövidpályás gyorskorcsolya - 1500 m       |
| Bronz | Galambos Gábor                                  | Rövidpályás gyorskorcsolya - 1000 m       |

## Éremtáblázat
| A 2005. évi téli ifjúsági olimpiai fesztivál éremtáblázata | A 2005. évi téli ifjúsági olimpiai fesztivál éremtáblázata | A 2005. évi téli ifjúsági olimpiai fesztivál éremtáblázata | A 2005. évi téli ifjúsági olimpiai fesztivál éremtáblázata | A 2005. évi téli ifjúsági olimpiai fesztivál éremtáblázata | Olimpia  |
| ---------------------------------------------------------- | ---------------------------------------------------------- | ---------------------------------------------------------- | ---------------------------------------------------------- | ---------------------------------------------------------- | -------- |
|                                                            | Ország                                                     | Arany                                                      | Ezüst                                                      | Bronz                                                      | Összesen |
| 1.                                                         | Oroszország                                                | 5                                                          | 4                                                          | 4                                                          | 13       |
| 2.                                                         | Franciaország                                              | 4                                                          | 3                                                          | 4                                                          | 11       |
| 3.                                                         | Finnország                                                 | 4                                                          | 2                                                          | 2                                                          | 8        |
| 4.                                                         | Magyarország                                               | 4                                                          | 2                                                          | 1                                                          | 7        |
| 5.                                                         | Norvégia                                                   | 4                                                          | 1                                                          | 1                                                          | 6        |
|                                                            | Ausztria                                                   | 3                                                          | 4                                                          | 4                                                          | 11       |
| 7.                                                         | Csehország                                                 | 3                                                          | 1                                                          | 0                                                          | 4        |
| 8.                                                         | Olaszország                                                | 2                                                          | 6                                                          | 0                                                          | 8        |
| 9.                                                         | Németország                                                | 2                                                          | 4                                                          | 5                                                          | 11       |
| 10.                                                        | Svájc                                                      | 1                                                          | 5                                                          | 4                                                          | 10       |
|                                                            | Egyesült Királyság                                         | 1                                                          | 0                                                          | 1                                                          | 2        |
| 12.                                                        | Lengyelország                                              | 1                                                          | 0                                                          | 0                                                          | 1        |
|                                                            | Svédország                                                 | 1                                                          | 0                                                          | 0                                                          | 1        |
| 14.                                                        | Szlovénia                                                  | 0                                                          | 2                                                          | 2                                                          | 4        |
| 15.                                                        | Dánia                                                      | 0                                                          | 1                                                          | 0                                                          | 1        |
| 16.                                                        | Ukrajna                                                    | 0                                                          | 0                                                          | 3                                                          | 3        |
| 17.                                                        | Fehéroroszország                                           | 0                                                          | 0                                                          | 1                                                          | 1        |
|                                                            | Hollandia                                                  | 0                                                          | 0                                                          | 1                                                          | 1        |
|                                                            | Izrael                                                     | 0                                                          | 0                                                          | 1                                                          | 1        |
|                                                            | Szlovákia                                                  | 0                                                          | 0                                                          | 1                                                          | 1        |
|                                                            |                                                            |                                                            |                                                            |                                                            |          |
| Összesen                                                   | Összesen                                                   | 35                                                         | 35                                                         | 35                                                         | 105      |